# 수줍은 연인
《수줍은 연인》은 1998년 9월 16일부터 1998년 11월 19일까지 방영된 MBC 수목 미니시리즈이다.

## 줄거리
아내와 사별한 쉰아홉 살 나이로 새 출발의 기로에 선 아버지 최무갑, 혼자살기 3년만에 성적 매력이 물씬 풍기는 총각선생 임성범을 만나 새삼 인생이 만만찮음을 실감하는 큰딸 최명원, 한없이 자유로워지고 싶은 민영선을 만나 파멸로 빠져드는 큰아들 최명일 등 20대, 30대, 50대 남녀의 은근한 만남과 살아가는 이야기이다.

## 등장 인물

### 주요 인물
- 주현 : 최무갑 역
- 박원숙 : 박진애 역
- 김서라 : 최명원 역
- 차승원 : 임성범 역
- 감우성 : 최명일 역
- 심혜진 : 민영선 역
- 박채림 : 최명화 역

### 그 외 인물
- 차태현 : 황인수 역
- 장진영 : 강은혜 역
- 유지태 : 정남 역
- 장호일 : 주환 역
- 김용림
- 김형자
- 박광남 : 천호 역
- 김자옥
- 송병철
- 정한헌
- 김명희
- 장석원
- 유서진
- 김정은
- 조수원
- 김일웅
- 권인선
- 정수형
- 이상철
- 손소영
- 이미녀
- 박용기
- 홍대훈
- 김광인
- 전진찬
- 유현지
- 이풍운
- 정석용 : 이창현 역
- 조민기 : 이현철 역
- 이민우
- 이현우 : 이철수 역
- 한인수 : 박성철 역

## 동시간대 드라마
- KBS 수목 미니시리즈

1998년 2월 18일부터 2000년 7월 20일까지 제작 · 방송되지 않음.
- SBS 수목 미니시리즈

《홍길동》 (1998년 7월 22일 ~ 1998년 9월 10일)
《승부사》 (1998년 9월 16일 ~ 1998년 12월 3일)